# J-League de 2012
A J-League do Campeonato Japonês de Futebol da temporada 2012 é a 20ª edição do principal escalão do futebol japonês e conta com dezoito equipas. A J-League 2012 teve início em 10 de março. O atual campeão japonês é a equipe do Sanfrecce Hiroshima, que derrotou o Cerezo Osaka por 4 a 1, o que o deixa com 61 pontos , 4 a frente da equipe do Vegalta Sendai que perdeu em casa para o Albirex Niigata pelo placar de 1X0, faltando uma rodada para o término da competição.   

## Tabela Classificatória
- Actualizado em 01 de dezembro de 2012.

| #  | Equipa              | Pts | J  | V  | E  | D  | GM | GS | DG  | Qualificação/Relegação                                                     |
| -- | ------------------- | --- | -- | -- | -- | -- | -- | -- | --- | -------------------------------------------------------------------------- |
| 1  | Sanfrecce Hiroshima | 64  | 34 | 19 | 7  | 8  | 63 | 34 | +29 | Liga dos Campeões da AFC de 2013 e Copa do Mundo de Clubes da FIFA de 2012 |
| 2  | Vegalta Sendai      | 57  | 34 | 15 | 12 | 7  | 59 | 43 | +16 | Liga dos Campeões da AFC de 2013                                           |
| 3  | Urawa Reds          | 55  | 34 | 10 | 9  | 47 | 42 | 38 | +5  | Liga dos Campeões da AFC de 2013                                           |
| 4  | Yokohama F·Marinos  | 53  | 34 | 13 | 14 | 7  | 44 | 33 | +11 |                                                                            |
| 5  | Sagan Tosu          | 53  | 34 | 15 | 8  | 11 | 48 | 39 | +9  |                                                                            |
| 6  | Kashiwa Reysol      | 52  | 34 | 15 | 7  | 12 | 57 | 52 | +5  |                                                                            |
| 7  | Nagoya Grampus      | 52  | 34 | 15 | 7  | 12 | 46 | 47 | -1  |                                                                            |
| 8  | Kawasaki Frontale   | 50  | 34 | 14 | 8  | 12 | 51 | 50 | +1  |                                                                            |
| 9  | Shimizu S-Pulse     | 49  | 34 | 14 | 7  | 13 | 39 | 40 | -1  |                                                                            |
| 10 | FC Tokyo            | 48  | 34 | 14 | 6  | 14 | 47 | 44 | +3  |                                                                            |
| 11 | Kashima Antlers     | 46  | 34 | 12 | 10 | 12 | 50 | 43 | +7  |                                                                            |
| 12 | Júbilo Iwata        | 46  | 34 | 13 | 7  | 14 | 57 | 53 | +4  |                                                                            |
| 13 | Omiya Ardija        | 44  | 34 | 11 | 11 | 12 | 38 | 45 | -7  |                                                                            |
| 14 | Cerezo Osaka        | 42  | 34 | 11 | 9  | 14 | 47 | 53 | -6  |                                                                            |
| 15 | Albirex Niigata     | 40  | 34 | 10 | 10 | 14 | 29 | 34 | -5  |                                                                            |
| 16 | Vissel Kobe         | 39  | 34 | 11 | 6  | 17 | 41 | 50 | -9  | Descenso à J-League Division 2 2013                                        |
| 17 | Gamba Osaka         | 38  | 34 | 9  | 11 | 14 | 67 | 65 | +2  | Descenso à J-League Division 2 2013                                        |
| 18 | Consadole Sapporo   | 14  | 34 | 4  | 2  | 28 | 25 | 88 | -63 | Descenso à J-League Division 2 2013                                        |

fonte:

## Artilharia
| Gols | Jogador           | Time                |
| ---- | ----------------- | ------------------- |
| 21   | Hisato Satō       | Sanfrecce Hiroshima |
| 17   | Yohei Toyoda      | Sagan Tosu          |
| 14   | Leandro           | Gamba Osaka         |
| 13   | Genki Omae        | Shimizu S-Pulse     |
| 13   | Masato Kudo       | Kashiwa Reysol      |
| 13   | Shingo Akamine    | Vegalta Sendai      |
| 13   | Wilson            | Vegalta Sendai      |
| 12   | Ryoichi Maeda     | Júbilo Iwata        |
| 11   | Akihiro Sato      | Gamba Osaka         |
| 11   | Leandro Domingues | Kashiwa Reysol      |

fonte: